# Liste de guitaristes country et americana
Cet article est une liste de guitaristes country et americana. La musique country est, après le Delta blues, l'un des premiers style de musique populaire qui construit des morceaux autour de la guitare. Les enregistrements des pionniers de ce genre musical, Jimmie Rodgers et de The Carter Family contribuent à rendre la guitare populaire et à en faire l'instrument à corde dominant de la fin du XXe siècle. 

## Musiciens

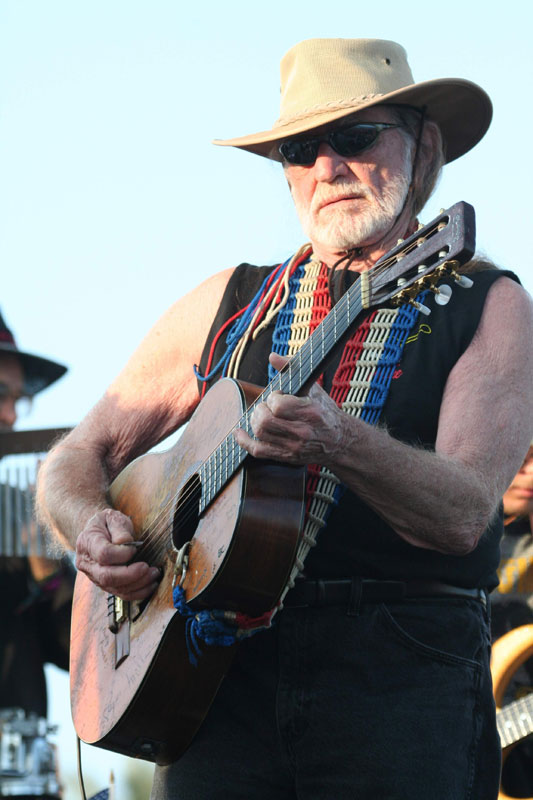
Willie Nelson jouant de la guitare acoustique

Kris kristofferson
Chris Stapleton
- Chet Atkins
- Maybelle Carter
- Johnny Cash
- Rosanne Cash
- Roy Clark
- Billy Ray Cyrus
- Lester Flatt
- Vince Gill
- Merle Haggard
- Chris Hillman
- Waylon Jennings
- Albert Lee
- Sam McGee
- Willie Nelson
- Brad Paisley
- Luther Perkins
- Bonnie Raitt
- Jimmie Rodgers
- Hank Snow
- Ray Scott
- Merle Travis
- Keith Urban
- Don Williams
- Hank Williams